# Bathycongrus parviporus
Bathycongrus parviporus is een straalvinnige vissensoort uit de familie van de zeepalingen (Congridae). De wetenschappelijke naam van de soort is voor het eerst geldig gepubliceerd in 2011 door Karmovskaya.